# Lignerolles, Eure

Lignerolles este o comună în departamentul Eure, Franța. În 1 ianuarie 2022 avea o populație de 356 de locuitori.